# تشوي يونغ كون
تشوي يونغ كون مواليد 8 فبراير 1923 في شبه الجزيرة الكورية - الوفاة 20 يوليو 1994 في سول، هو لاعب كرة قدم كوري جنوبي سابق كان يلعب كمهاجم. سبق له أن لعب في كأس العالم لكرة القدم مع منتخب بلاده في مونديال عام 1954.

## روابط خارجية
- تشوي يونغ كون على موقع الاتحاد الدولي (مؤرشف)  (الإنجليزية)
- تشوي يونغ كون على موقع ناشيونال فوتبول تيمز (الإنجليزية)
- تشوي يونغ كون على موقع Soccerway.com (الإنجليزية)
- تشوي يونغ كون على موقع عالم كرة القدم.نت (الإنجليزية)